# Dactylaspis flaccida
Dactylaspis flaccida är en insektsart som beskrevs av Ferris 1938. Dactylaspis flaccida ingår i släktet Dactylaspis och familjen pansarsköldlöss. Inga underarter finns listade i Catalogue of Life.